# 張志緒
張志緒（？—？），字引之，號石蘭，浙江余姚人，清朝政治人物，进士出身。
乾隆六十年（1795年）登乙卯恩科進士。授刑部主事。嘉慶五年（1800年）正月入直軍機處，任漢軍機章京。 嘉慶十三年（1808年）任按察使銜分巡台灣兵備道。官至江寧布政使。嘉庆二十三年（1818年）十一月初三，由陕西陕安道道员升任廣西按察使。嘉庆二十五（1820年）年五月初七，同四川按察使互调。